# 尾形光琳

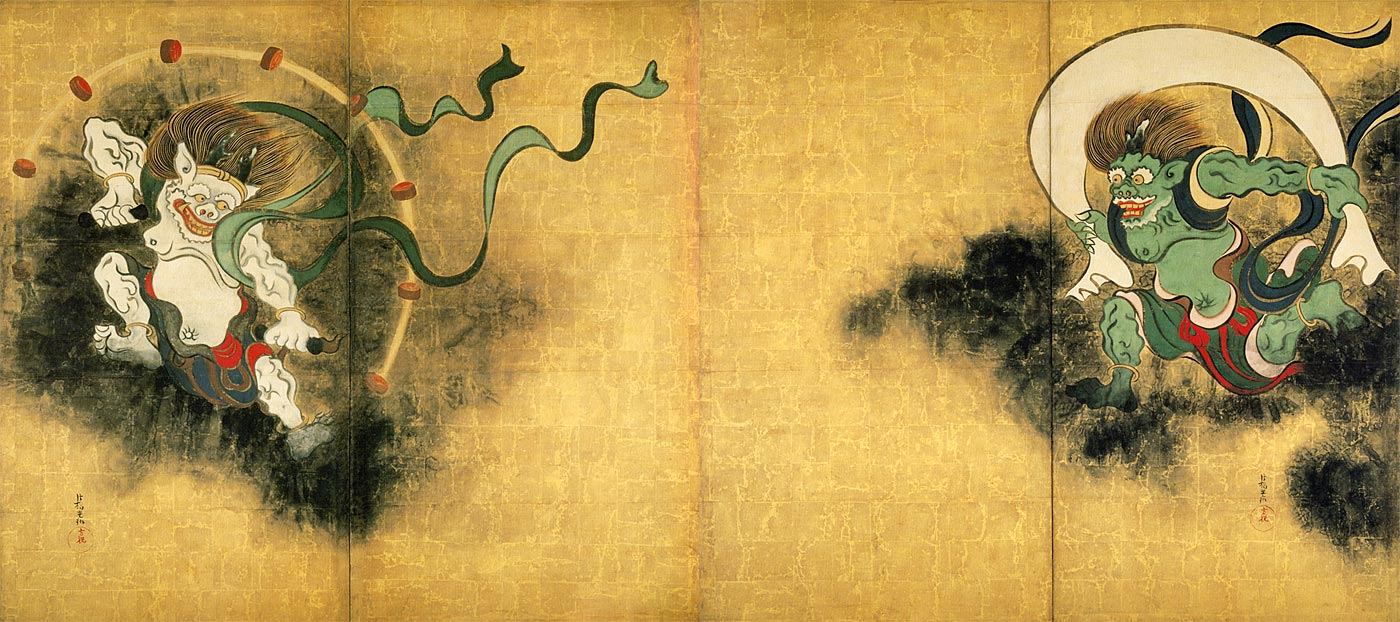
風神雷神圖

尾形光琳（日语：／ Ogata Kōrin，1658年—1716年7月20日），日本江戶時代的男性畫家、工藝美术家，琳派代表人物之一。

## 人物
尾形光琳是在後世被稱作「琳派」的畫派之祖，江戶時代中期的代表畫家之一。主要以京都的富裕町衆為顧客，非凡的意匠感覺而有「光琳模様」之稱，直到現代仍帶給日本繪畫、工藝、意匠等極大的影響。畫風以大和繪風為基調，晩年也有水墨畫的作品。大畫面的屏風之外，也有香包、扇面、團扇等小型作品和手繪的小袖、蒔繪等作品。此外，也有其弟尾形乾山製作的陶器由光琳上繪等作品。
萬治元年（1658年），出生在京都，從少年時代就開始接觸能樂、茶道、書道、日中的古典文學等。繪畫師事狩野派的山本素軒。正式的從事繪畫活動推定在元祿14年（1701年）之後到享保元年（1716年）過世的十數年間，畫業受到公家、大名、役人等的贊助。
出生自京都高級和服布料商，三十歲時繼承大筆遺產後，開始揮霍無度，十年過去了，把家產耗盡，為了填飽肚子，才開始以畫師為業。

## 代表作

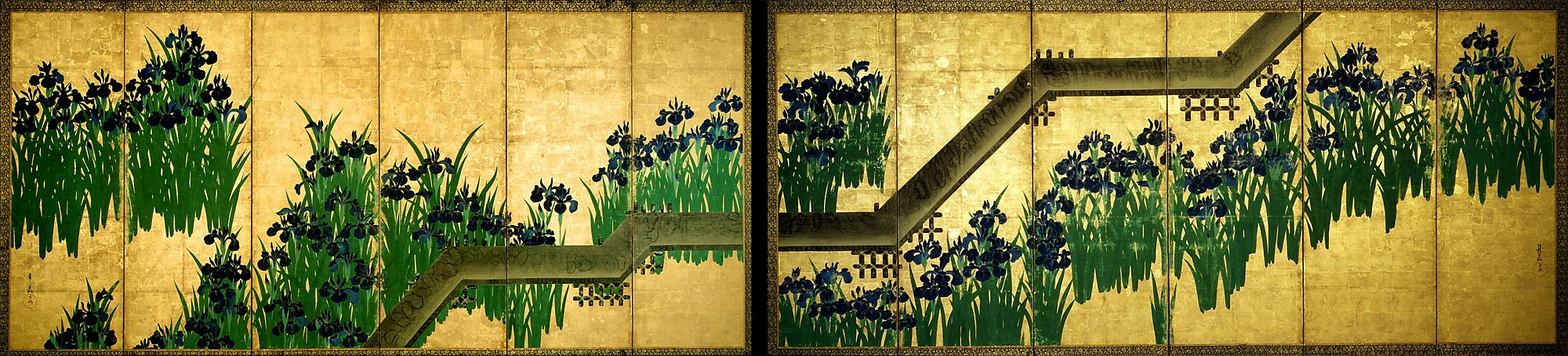
《八橋圖》六曲屏風二隻

### 繪畫
- 《燕子花图》、六曲屏風、根津美術館、國寶

燕子花圖

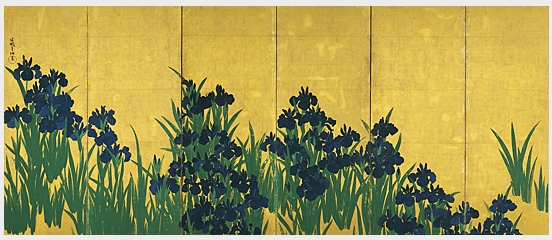
燕子花圖

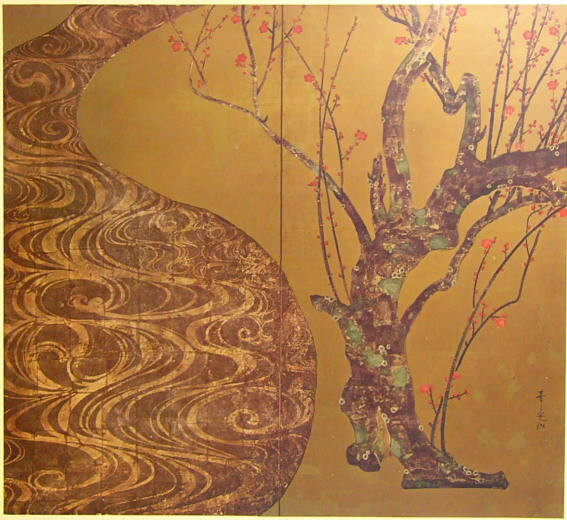
紅白梅圖屏風（紅梅圖）

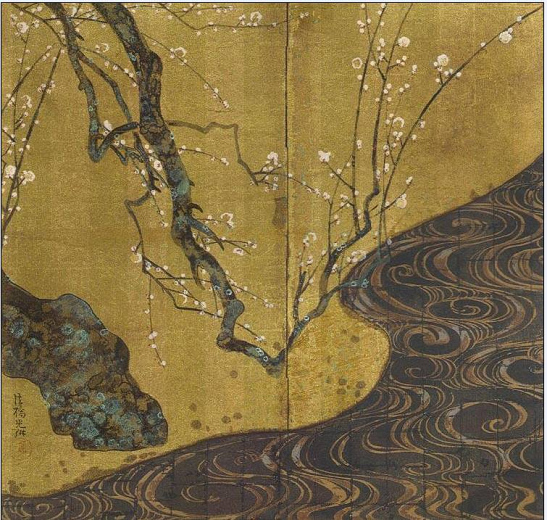
紅白梅圖屏風（白梅圖）

- 《中村内蔵助像》　大和文華館、寶永元年（1704）、重文
- 《太公望圖》　京都國立博物館、重文
- 《四季草花圖巻》、個人所有、寶永2年（1705）
- 《八橋圖》、六曲屏風二隻、紐約 大都會美術館
- 《波涛圖》、二曲屏風一隻、紐約 大都會美術館
- 《風神雷神圖》、二曲屏風、東京國立博物館、重文
- 《夏草圖》、二曲屏風、根津美術館
- 《孔雀葵花圖》、二曲屏風、個人所有、重文
- 《槙楓圖》六曲屏風一隻、東京藝術大學大學美術館、重文
- 《躑躅圖》畠山記念館、重文
- 《竹梅圖》二曲屏風一隻 墨畫 東京國立博物館、重文
- 《維摩圖》墨畫、個人所有、重文
- 《红白梅图》、二曲一双屏風、MOA美術館、國寶
- 《松島圖》、六曲一隻屏風、波士頓美術館

### 工藝品
- 《八橋蒔繪螺鈿硯箱》東京國立博物館、國寶

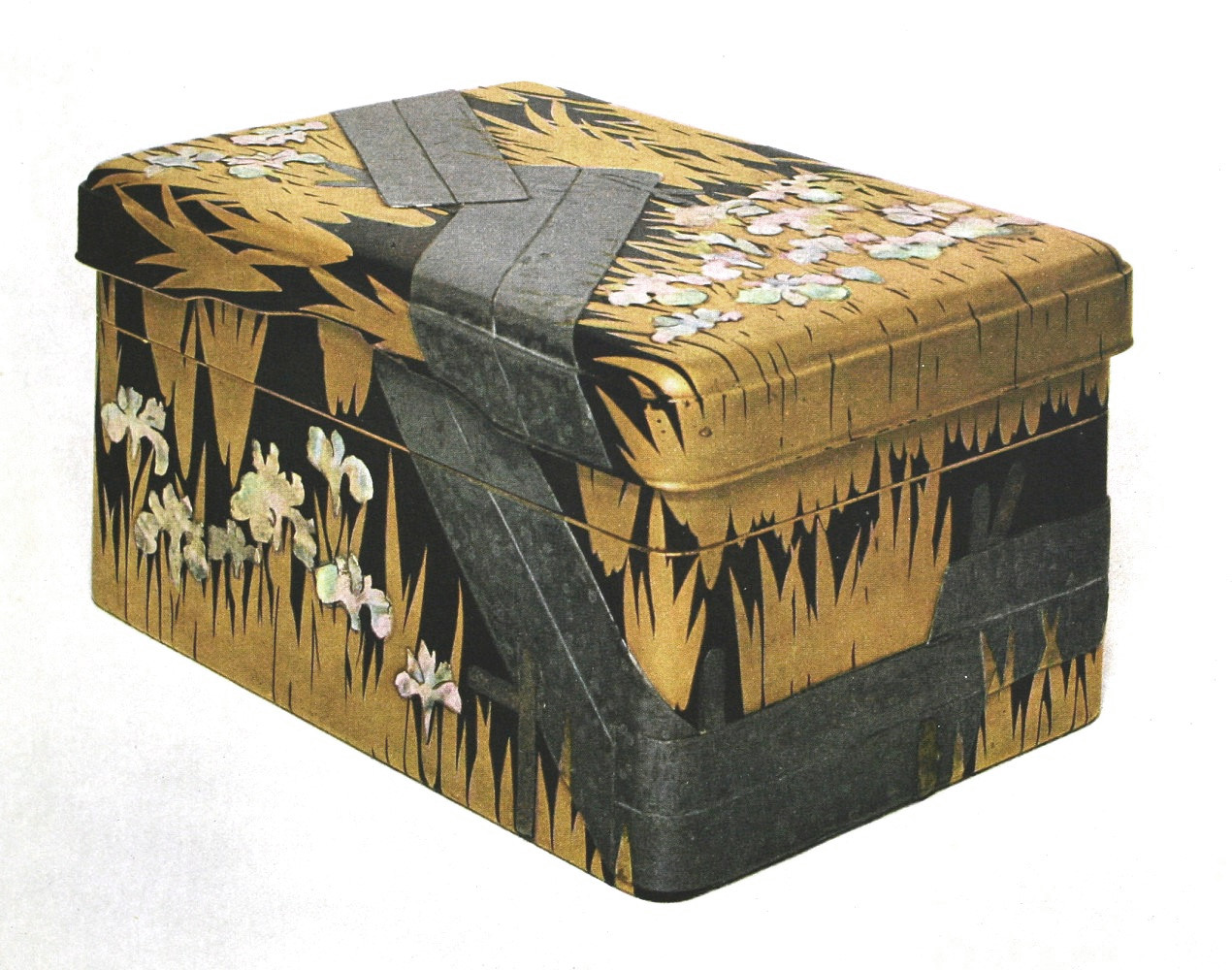
八橋蒔繪螺鈿硯箱

- 《白地秋草模様描繪小袖》（冬木小袖）、東京國立博物館、重文
- 《壽老圖六角皿》、尾形乾山作陶・光琳繪付、大倉集古館、重文
- 《銹繪松鶴圖六角皿》尾形乾山作陶・光琳繪付、個人藏、寶永7年（1710年）、重文
- 《銹繪觀鷗圖角皿》尾形乾山作陶・光琳繪付、東京國立博物館、重文